# 大泉音映
有限会社大泉音映（おおいずみおんえい）は、テレビドラマ、映画などの音響効果制作を主な事業内容とする日本の企業である。

## 概要・沿革
'81年、東映大泉撮影所録音部の効果技師であった阿部作二が独立し、東映テレビプロダクション直属のポストプロダクションとして発足。当初の所属メンバーは阿部のみであったが、'87年に大野義彦、'11年に小川広美が参加。

## 所属スタッフ

### 阿部作二
'50年代に日活効果部門で効果マンとしてのキャリアをスタートし、'60年代に入り東映大泉撮影所へ移籍。以降、東映テレビプロ作品を一手に手掛けてきた、その道半世紀以上にも及ぶ大ベテランである。その代表作は何と言ってもスーパー戦隊シリーズであり、『バトルフィーバーJ』以降、遺作である『海賊戦隊ゴーカイジャー』に至るまでシリーズ全作品の効果を手掛けている。東映のライブラリ音源を多用しつつ、シンセサイザーを大胆に使用した独特の効果音には固定ファンも多く、その職人芸的なサウンドデザインは同シリーズを象徴するファクターのひとつと言っても過言ではない。晩年はPro Tools等を使用したコンピューター上での編集に移行し、生涯現役の活動写真職人であった。2010年に体調を崩した際には、戦隊シリーズの進行を当時東洋音響に所属していた小川広美が代行。のちに現場復帰するも2011年に死去。

#### 主な作品
- ターゲットメン（NET）
- 非情のライセンス（NET→ANB）
- 人造人間キカイダー（NET）
- ザ・ボディガード（NET）
- ザ・ゴリラ7（NET）
- 燃える捜査網（NET）
- 大非常線（NET）
- 忍者キャプター（TX）
- 快傑ズバット（TX）
- 特捜最前線（ANB）
- スーパー戦隊シリーズ（ANB→EX）
- 炎の犬（NTV/三船プロダクション制作）
- 黄金の犬（NTV/三船プロダクション制作） - 宮田音響と共同担当
- 宇宙刑事ギャバン（ANB）
- 宇宙刑事シャリバン（ANB）
- 10号誕生!仮面ライダー全員集合!!（MBS）
- 星雲仮面マシンマン（NTV）
- 宇宙刑事シャイダー（ANB）
- 巨獣特捜ジャスピオン（ANB）
- 兄弟拳バイクロッサー（NTV）
- 大都会25時（ANB）
- 仮面ライダーBLACK（MBS）
- ベイシティ刑事（ANB）
- なかなか!ドジラんぐ（ANB/国際放映制作）
- はぐれ刑事純情派（ANB）
- さすらい刑事旅情編（ANB）
- 仮面ライダーBLACK RX（MBS）
- 風の刑事・東京発!（ANB）
- 超忍者隊イナズマ!（東映ビデオ）

### 大野義彦
独立系のプロダクションで非商業映画などの効果を手掛けた後、'87年に大泉音映に参加。ナチュラリーな音付けの阿部とは対照的に、金属的なイメージを主としたサウンドデザインを得意とし、『超人機メタルダー』以降のメタルヒーローシリーズ、『仮面ライダークウガ』以降の平成仮面ライダーシリーズ、ANB水曜21時枠の刑事ドラマなどを中心に手掛けている。仮面ライダーシリーズは『ビルド』から『リバイス』までを木下美帆と共同で担当し、『リバイス』の最終話を以て降板。後続の『ギーツ』はSoundRoundの桑原秀綱が担当する。尚、大野の降板により大泉音映は『スーパーヒーロータイム』作品の担当を完全に退く形となった。

#### 主な担当作品
- 超人機メタルダー（ANB）
- 世界忍者戦ジライヤ（ANB）
- 機動刑事ジバン（ANB）
- 特警ウインスペクター（ANB）
- 特救指令ソルブレイン（ANB）
- 特捜エクシードラフト（ANB）
- 特捜ロボ ジャンパーソン（ANB）
- ブルースワット（ANB）
- 重甲ビーファイター（ANB）
- ビーファイターカブト（ANB）
- ビーロボカブタック（ANB）
- テツワン探偵ロボタック（ANB）
- クライムハンター 怒りの銃弾（東映ビデオ）
- クライムハンター2 裏切りの銃弾（東映ビデオ）
- あいつがトラブル（CX/キティ・フィルム制作） - 原田サウンド、宮田音響と共同
- 兇悪の紋章（東映ビデオ）
- クライムハンター3 皆殺しの銃弾（東映ビデオ）
- 兇悪の牙（東映ビデオ）
- 女囚さそり 殺人予告（東映ビデオ）
- 死神の使者（東映ビデオ/セントラル・アーツ制作）
- はみだし刑事情熱系（ANB）
- 燃えろ!!ロボコン（ANB）
- 平成仮面ライダーシリーズ→令和仮面ライダー（ANB→EX）
- 相棒（ANB→EX）
- 警視庁捜査一課9係（EX）
- ゴンゾウ 伝説の刑事（EX）

### 小川広美
小川広美は、長らく東洋音響にてゴジラシリーズなどの東宝作品や堤幸彦演出ドラマを多数手掛け、'09年の『侍戦隊シンケンジャー』より阿部作二の助手を務める。'11年に大泉音映に移籍し、阿部の没後は戦隊シリーズの担当を引き継いでいたが、'19年の『騎士竜戦隊リュウソウジャー』第12話を最後に降板しその後死去。戦隊シリーズの担当は同作に共同参加していたSoundRoundの桑原秀綱が引き継いだ。

#### 主な作品
- 相棒（EX）
- スーパー戦隊シリーズ（EX）
- 装甲巨人ガンボット 危うし!あべのハルカス（TVO/大阪芸術大学、ドリーム・プラネット・ジャパン制作）
- | [icon] | この節の加筆が望まれています。 |